# Plurale tantum
Plurale tantum (latin: flertal kun) er en grammatisk angivelse der betegner at et substantiv (navneord) kun forekommer i flertal (pluralis).
Singulare tantum betegner at et navneord kun forekommer i ental (singularis).
I modsætning til masseord er plurale tantum tælleligt.

## Eksempel
På dansk er penge altid flertal og findes ikke i ental. På f.eks. engelsk og tysk er det omvendt, idet 'money' og 'Geld' er ental.
- Har du set pengene? – De lå på bordet.
- Have you seen the money? – It was on the table.
- Hast du das Geld gesehen? – Es lag auf dem Tisch.

Andre eksempler er søskende, tyvekoster og kronregalier.
Specielle danske eksempler er "briller" og "bukser" som normalt er plurale tantum, men som hos fagfolk benyttes i entalsform: "en buks" hos tøjhandlere og "en brille" hos optikere.
Forældre har for tidligere dansk været uden entalsform,
og entalsformen ses for eksempel ikke i Nudansk Ordbog fra 1986,
mens formen forælder ses i Politikens Store Nye Nudansk ordbog fra 1996.

## Henvisning
1. ↑  Erik Hansen; Lars Heltoft (11. februar 2019), Grammatik over det Danske Sprog, Grammatik over det Danske Sprog, 2. udgave, vol. 2, Odense: Syddansk Universitetsforlag, Det Danske Sprog- og Litteraturselskab, s. 494, ISBN 978-87-7533-045-4, Wikidata  Q61715535
2. ↑  Erik Hansen (maj 1990). "Forældre". Sprogbrevet.
3. ↑  Christian Becker-Christensen; Lars Heltoft, red. (1986), Nudansk Ordbog, vol. 1, København: Politikens Forlag, ISBN 87-567-4090-5, Wikidata  Q63715435
4. ↑  Politikens Store Nye Nudanske Ordbog, Politikens Store Nye Nudanske Ordbog. Bind 1-2, vol. 1, 1996, s. 388, Wikidata  Q64667532

| Sprog | Spire Denne artikel om sprog er en spire som bør udbygges. Du er velkommen til at hjælpe Wikipedia ved at udvide den. |